# سوزان شواب
سوزان شواب (انگلیسی: Susan Schwab؛ زادهٔ ۲۳ مارس ۱۹۵۵) سیاست‌مدار و مدیر اجرایی اهل ایالات متحده آمریکا است، که هم‌اکنون از اعضای هیئت مدیره شرکت‌های فدکس، بوئینگ و کاترپیلار می‌باشد. وی پیش‌تر در دوره ریاست‌جمهوری جرج دابلیو بوش، در فاصله سالهای ۲۰۰۶ تا ۲۰۰۹ ریاست دفتر نماینده تجاری ایالات متحده آمریکا را برعهده داشت.